# 梶正彦
梶 正彦（かじ まさひこ、1947年 - ）は、日本の実業家。神奈川県出身。タタ・コンサルタンシー・サービシズ日本法人元取締役会長・代表取締役社長。

## 人物・経歴
神奈川県出身。上智大学理工学部・同経済学部卒業。大学卒業後は外資系銀行に入行。シティバンク銀行東京支店、アブダビ国立銀行、オーストラリア・ニュージーランド銀行等、25年間勤務。2001年にインド・タタ財閥グループで同国最大手のITサービス企業であるタタ・コンサルタンシー・サービシズ日本総支配人、2004年に同社日本法人代表取締役社長に就任。2012年に同社取締役会長に就任。他には、在日インド商工会議所理事やIndia International School in Japan理事(創立メンバー、理事継続中）を歴任。2020年より一般財団法人全国山の日協議会の理事長（代表理事）となり、国民の祝日である「山の日」制定の目的である「山や自然に思いを寄せ、山に親しむ機会を得て、山の恩恵に感謝すること」の具体的な活動展開を図っている。
インドとは1969年の学生時代に日本山岳協会のヒマラヤ遠征に参加して以来の長い関りがある。ヒマラヤ遠征を6回
の他、1971年アフガニスタン中央高地単独横断も果たしている、アルピニストとしても知られる。